# Fountain Green (Utah)
Fountain Green es una ciudad del condado de Sanpete, estado de Utah, Estados Unidos. Según el censo de 2000, la población era de 945 habitantes.

## Geografía
Fountain Green se encuentra en las coordenadas 39°37′40″N 111°38′22″O / 39.62778, -111.63944.
Según la oficina del censo de Estados Unidos, la ciudad tiene una superficie total de 3,7 km². No tiene superficie cubierta de agua.
- Datos: Q483210
- Multimedia: Fountain Green, Utah / Q483210